# フランシス・エドワード・ベイチュ
フランシス・エドワード・ベイチュ（Francis Edward Bache [ˈbeɪtʃ] 1833年9月14日 - 1858年8月24日は、イギリスのオルガニスト、作曲家。

## 生涯
ベイチュは7人兄弟の長男として生まれた。父のサミュエル・ベイチュ（Samuel Bache（en））はよく知られたユニテリアン主義の牧師であった。ベイチュは父の経営する学校に通いながら、バーミンガム市のオルガニストであったジェームズ・スティンプソン（James Stimpson）とヴァイオリニストのアルフレッド・メロン（Alfred Mellon）に付いて学んだ。彼は1846年のバーミンガム市の祭でヴァイオリンを弾き、1849年にはロンドンに出てウィリアム・スタンデール・ベネットに私淑し作曲を学んだ。この関係は3年間続くことになる。
1850年10月に、ベイチュはゴードン・スクエア（Gordon Square）の諸聖徒協会のオルガニストになった。ベネットの下で研鑽を積む一方、彼は多くのピアノ曲とともに協奏曲、演奏会用序曲、2つのオペレッタ、弦楽四重奏曲、ピアノ三重奏曲などを作曲した。彼は1851年1月21日にヨークシャーのキースリー（Keyghley）において演奏家としてデビューした。1852年1月に未出版の自作のピアノ協奏曲からAllegroを弾いた際には、ヘンリー・コールレイ（Henry Chorley）が「我々がベイチュ氏ほどにその登場を待ち望んでいたイギリス人はいない」と述べている。1851年にベイチュはロンドンに移り住み、メロンと共に暮らし始めた。1852年にはアディソン・ホリヤー・アンド・ルーカス（Addison, Hollier and Lucas）とピアノ小品を作曲する契約を結んだ。ベイチュはこうした作品をかなりの数作曲している。そのような作品の一つについて彼自身はこう書き残している。「私は『華麗なギャロップ Galop di Bravura』をソナタより早く書き上げていたことを白状せねばなりません。ソナタは印刷されたもののアイデアが全く浮かばないために、負債のように棚に寝かされたままになっていたのです。」
1853年にベネットの薦めに従い、ベイチュはライプツィヒに場所を移して修業を続けることにした。彼はそこでモーリッツ・ハウプトマンに師事し、当時ありがちであったベルリオーズ、リスト、ワーグナーへの偏見に染まった（これは彼の弟のウォルター（Walter Bache）がリストやワーグナーの信頼の置ける第一人者になったことと好対照である）。ドレスデンを訪ねた後、彼は1855年2月にパリ経由でロンドンに戻った。彼は1855年のバーミンガム市の祭に参加し、いくつかの地元の新聞にその講評を寄せている。その後、彼は深刻な結核の発作に苦しみ、数年にわたり療養を余儀なくされる。
医師の薦めで、ベイチュは1856年にアルジェに赴く。3月28日にはその地で演奏会を開いている。彼はパリ経由で6月にライプツィヒに到着し、その後ドレスデンとウィーンを通ってその年の12月にローマに至っている。健康状態が再び悪化したため、1857年6月に帰郷した。彼はその冬をトーキーで過ごし、1858年2月にはそこでの演奏会で成功を収めている。バーミンガムに戻った後も、彼の病状は進行した。彼は音楽との最後の別れとなる演奏会を8月5日に開いて三週間足らずで、24歳で没した。
ベイチュが早世したことを考えれば彼が残した作品はかなり多いと言え、最良のピアノ三重奏曲は長い間高い評価を得ていた。2つのオペレッタ、1曲のピアノ協奏曲、多くのピアノ小品や歌曲も、彼がいかに有望な青年であったかを示している。
彼の弟であるウォルター・ベイチュ（1842 - 1888）はピアニスト、指揮者として成功を収めた人物である。
二人の兄弟の伝記が、妹のコンスタンツェ・ベイチュ（Constance Bache）（1846 - 1903）によって、「音楽家兄弟 Brother Musicians」の題で著されている。